# Odie Payne

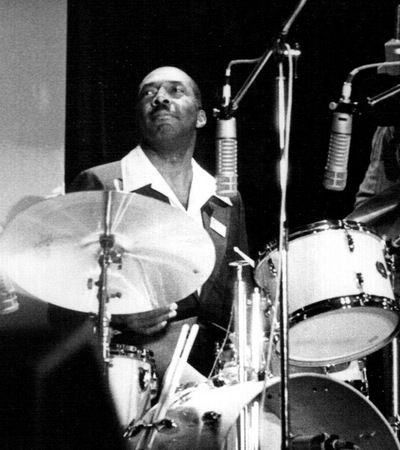
Odie Payne, 1978

Odie Payne (* 27. August 1926 in Chicago, Illinois; † 1. März 1989 ebenda) war ein US-amerikanischer Schlagzeuger. Seine Musik war der Chicago Blues. Im Laufe seiner Karriere hat er mit vielen bekannten Bluesmusikern zusammengespielt, darunter Sonny Boy Williamson II., Muddy Waters, Jimmy Rogers, Eddie Taylor, Little Johnny Jones, Tampa Red, Elmore James, Otis Rush, Yank Rachell, Sleepy John Estes, Little Brother Montgomery, Memphis Minnie, Magic Sam, Chuck Berry, Buddy Guy und viele mehr.

## Biografie
Schon als Kind war Payne begeistert von der Musik, ohne sich auf eine besondere Spielrichtung festzulegen. Sein Musikstudium wurde durch den Krieg unterbrochen, als er zum Militärdienst eingezogen wurde. Nach dem Krieg beendete er sein Schlagzeugstudium mit Auszeichnung.
1949 trommelte er für den Pianisten Johnny Jones, als er Tampa Red kennenlernte und zu dessen Band wechselte. 1952 gingen Payne und Jones zu Elmore Jamesʼ Band The Broomdusters. Payne blieb drei Jahre bei James, begleitete ihn jedoch bis 1959 bei Aufnahmen. Zu hören ist er auf 31 Singles von Elmore James.
In der zweiten Hälfte der 1950er Jahre wurde Payne ein begehrter Sessionmusiker. Sein innovativer Stil beeinflusste zahlreiche Schlagzeuger.